# Dipartimento di Presidencia de la Plaza
Presidencia de la Plaza è un dipartimento argentino, situato nella parte centrale della provincia del Chaco, con capoluogo Presidencia de la Plaza.

## Geografia fisica
Esso confina con i dipartimenti di Sargento Cabral, General Donovan, Tapenagá e Veinticinco de Mayo.

## Società

### Evoluzione demografica
Secondo il censimento del 2001, su un territorio di 2.284 km², la popolazione ammontava a 12.231 abitanti, con un aumento demografico del 12,96% rispetto al censimento del 1991.

## Amministrazione
Nel 2001 il dipartimento comprendeva il solo comune (municipio in spagnolo) di Presidencia de la Plaza.